# Robin Olsen
Pour les articles homonymes, voir Olsen.
Robin Olsen, né le 8 janvier 1990 à Malmö en Suède, est un footballeur international suédois jouant au poste de gardien de but au Malmö FF. Il possède également la nationalité danoise.

## Biographie

### Carrière en club
En juillet 2018, Robin Olsen est recruté par l'AS Rome contre une indemnité de transfert de 8,5 millions d'euros + des bonus pouvant mener à un total de 12 millions d'euros, au profit du FC Copenhague. Il est le successeur affiché d'Alisson dans la cage romaine.
Le 5 octobre 2020, il est prêté pour une saison à l'Everton FC.
À l'été 2001, alors que l'AS Rome ne compte toujours pas sur lui et qu'il a réalisé un Euro convaincant, Olsen est suivi par des clubs en dehors de l'Italie,. Le 31 août 2021, il est prêté avec option d'achat à Sheffield United.
En janvier 2022, Olsen intègre en prêt Aston Villa. En juin, le club anglais valide l'option d'achat associée à ce prêt. Au sein du club, Olsen est le gardien remplaçant d'Emiliano Martínez.

### Carrière internationale
Issu d'une famille danoise et ayant grandi en Suède, Robin Olsen a pour idole le gardien danois Peter Schmeichel. Il exprime la volonté en 2011 de jouer pour le Danemark. En 2014, convoité par le sélectionneur danois Morten Olsen, le gardien lui fait savoir qu'il a choisi de jouer pour la Suède.
Robin Olsen est convoqué pour la première fois en équipe de Suède par le sélectionneur national Erik Hamrén, pour un match amical contre la Côte d'Ivoire le 15 janvier 2015. Le match se solde par une victoire 2-0 des Suédois. Il participe également à la Coupe du monde de football 2018 en Russie avec la Suède où ils se font éliminer dans les quarts de finale par l'Angleterre 0-2 après avoir battu la Suisse en huitièmes de finale 1-0.
Il compte 75 sélections avec l'équipe de Suède depuis 2015.

## Statistiques
| Saison                | Club                    | Championnat           | Championnat | Championnat | Coupe nationale | Coupe nationale | Coupe de la Ligue | Coupe de la Ligue | Supercoupe | Supercoupe | Compétition(s) continentale(s) | Compétition(s) continentale(s) | Compétition(s) continentale(s) | Suède | Suède | Total | Total |
| Saison                | Club                    | Division              | M.          | B.          | M.              | B.              | M.                | B.                | M.         | B.         | Comp.                          | M.                             | B.                             | M.    | B.    | M.    | B.    |
| 2012                  | Malmö FF                | Allsvenskan           | 1           | 0           | 1               | 0               | -                 | -                 | -          | -          | -                              | -                              | -                              | -     | -     | 2     | 0     |
| 2013                  | Malmö FF                | Allsvenskan           | 10          | 0           | 5               | 0               | -                 | -                 | -          | -          | -                              | -                              | -                              | -     | -     | 15    | 0     |
| 2014                  | Malmö FF                | Allsvenskan           | 29          | 0           | 4               | 0               | -                 | -                 | -          | -          | C3                             | -                              | -                              | -     | -     | 33    | 0     |
| 2015                  | Malmö FF                | Allsvenskan           | 13          | 0           | -               | -               | -                 | -                 | -          | -          | C1                             | 12                             | 0                              | 2     | 0     | 27    | 0     |
| Sous-total            | Sous-total              | Sous-total            | 53          | 0           | 10              | 0               | -                 | -                 | -          | -          | -                              | 12                             | 0                              | 2     | 0     | 77    | 0     |
| 2015-2016             | PAOK Salonique          | Superleague           | 11          | 0           | 1               | 0               | -                 | -                 | -          | -          | C3                             | 7                              | 0                              | -     | -     | 19    | 0     |
| 2015-2016             | FC Copenhague           | Superligaen           | 14          | 0           | -               | -               | -                 | -                 | -          | -          | C3                             | -                              | -                              | 2     | 0     | 16    | 0     |
| 2016-2017             | FC Copenhague           | Superligaen           | 33          | 0           | -               | -               | -                 | -                 | -          | -          | C1+C3                          | 11+4                           | 0+0                            | 6     | 0     | 54    | 0     |
| 2017-2018             | FC Copenhague           | Superligaen           | 24          | 0           | 1               | 0               | -                 | -                 | -          | -          | C1+C3                          | 6+6                            | 0                              | 11    | 0     | 48    | 0     |
| Sous-total            | Sous-total              | Sous-total            | 71          | 0           | 1               | 0               | -                 | -                 | -          | -          | -                              | 27                             | 0                              | 19    | 0     | 118   | 0     |
| 2018-2019             | AS Rome                 | Série A               | 27          | 0           | 2               | 0               | -                 | -                 | -          | -          | C1                             | 6                              | 0                              | 10    | 0     | 45    | 0     |
| 2020-2021             | AS Rome                 | Série A               | -           | -           | -               | -               | -                 | -                 | -          | -          | -                              | -                              | -                              | 2     | 0     | 2     | 0     |
| 2021-2022             | AS Rome                 | Série A               | -           | -           | -               | -               | -                 | -                 | -          | -          | -                              | -                              | -                              | 2     | 0     | 2     | 0     |
| Sous-total            | Sous-total              | Sous-total            | 27          | 0           | 2               | 0               | -                 | -                 | -          | -          | -                              | 6                              | 0                              | 14    | 0     | 49    | 0     |
| 2019-2020             | Cagliari Calcio (prêt)  | Série A               | 17          | 0           | 2               | 0               | -                 | -                 | -          | -          | -                              | -                              | -                              | 6     | 0     | 25    | 0     |
| 2020-2021             | Everton FC (prêt)       | Premier League        | 7           | 0           | 3               | 0               | 1                 | 0                 | -          | -          | -                              | -                              | -                              | 10    | 0     | 21    | 0     |
| 2021-2022             | Sheffield United (prêt) | Championship          | 11          | 0           | -               | -               | -                 | -                 | -          | -          | -                              | -                              | -                              | 3     | 0     | 14    | 0     |
| 2021-2022             | Aston Villa (prêt)      | Premier League        | 1           | 0           | -               | -               | -                 | -                 | -          | -          | -                              | -                              | -                              | 6     | 0     | 7     | 0     |
| 2022-2023             | Aston Villa             | Premier League        | 4           | 0           | 1               | 0               | 1                 | 0                 | -          | -          | -                              | -                              | -                              | 6     | 0     | 12    | 0     |
| 2023-2024             | Aston Villa             | Premier League        | 5           | 0           | -               | -               | 1                 | 0                 | -          | -          | C4                             | 4                              | 0                              | 9     | 0     | 19    | 0     |
| 2024-2025             | Aston Villa             | Premier League        | 4           | 0           | 1               | 0               | -                 | -                 | -          | -          | -                              | -                              | -                              | 1     | 0     | 6     | 0     |
| Sous-total            | Sous-total              | Sous-total            | 14          | 0           | 2               | 0               | 2                 | 0                 | -          | -          | -                              | 4                              | 0                              | 22    | 0     | 44    | 0     |
| Total sur la carrière | Total sur la carrière   | Total sur la carrière | 211         | 0           | 21              | 0               | 3                 | 0                 | -          | -          | -                              | 56                             | 0                              | 76    | 0     | 367   | 0     |

## Palmarès

### En club
Avec le Malmö FF, Robin Olsen est champion de Suède en 2013 et 2014. Avec le FC Copenhague, il est champion du Danemark en 2016 et 2017.

### Distinction personnelle
- Élu meilleur gardien du championnat suédois en 2014.